# Елховка (Вадский район)
Елховка — село в Вадском районе Нижегородской области. Входит в состав Круто-Майданского сельсовета.

## География
Елховка расположена на левом склоне крупного оврага, прорезавшего юго-восточный скат цепи холмов, которые разделяют долины рек Пьяна и Серёжа. Фактически, эти холмы выступают водоразделом бассейнов Суры и Оки соответственно. Овраг, на склоне которого находится Елховка, протянулся в направлении долины Пьяны и её левого притока реки Вадок. Его устье находится с левого берега реки Вадок почти у самого места её впадения в Пьяну, у села Троицкое 2-е.
Юго-восточнее Елховки, вдоль русла Пьяны, пересекая вышеописанный овраг, проходит автодорога Вад—Перевоз. Само село Вад (районный центр) расположено в долине реки Вадок, у озера Вадское, к юго-западу от Елховки. Просёлочная дорога между двумя населёнными пунктами проходит здесь через Вадский лес. Центр Круто-Майданского сельсовета, село Крутой Майдан, находится строго на запад, на гребне холмов, на водоразделе между долиной Серёжи и долиной реки Вадок, причём расстояние до Крутого Майдана от Елховки даже несколько больше, чем до райцентра.
Ближайшие железнодорожные станции (на перегоне Арзамас II—Канаш Горьковской железной дороги): Бобыльская в селе Вад, Вадок в одноимённом посёлке (обе — к югу от русла реки Вадок) и платформа Ревезень в посёлке Новый Путь Перевозского района, на противоположном от Елховки берегу Пьяны.

## История

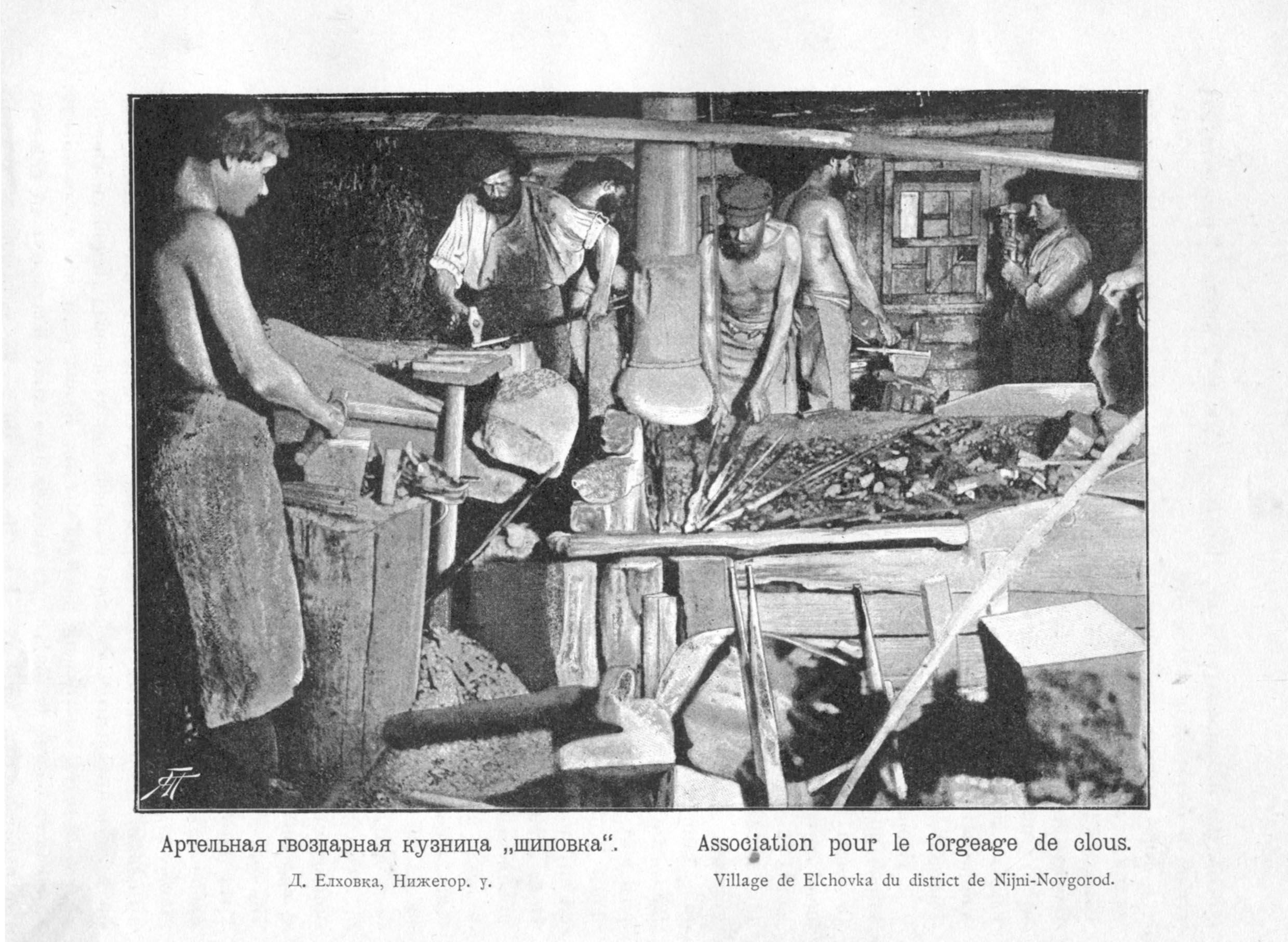
Артельная гвоздарная кузница «шиповка» в деревне Елховка Нижегородского уезда

В 1824 году в селе был возведен каменный храм. Престолы: главный — Вознесения Господня, приделы: правый — Рождества Христова, левый — святого Николая Чудотворца. В настоящее время не действует и находится в разрушенном состоянии.
С 1830-х до 1880-х годов Елховка была одним из двух центров гвоздарного производства (ковка гвоздей) в Нижегородской губернии, наряду с населёнными пунктами Семёновского уезда. Первая кузница-шиповка (то есть, кузница для гвоздарного промысла) появилась в Елховке в 1833 году стараниями елховского крестьянина Егора Максимовича Строкина. Впоследствии производство гвоздей распространилось сначала на всю Елховскую волость (Горышкино, Шершово, Мигалиха, Тилинино), затем — на Борисовопольскую (Борисопольскую, Бориспольскую; центр — село Борисово Поле), Большепицкую (центр — село Ишино), Сарлейскую (центр — село Сарлей), Палецкую (центр — село Палец), Терюшевскую (Большетерюшевскую; центр — село Большое Терюшево) волости Нижегородского уезда, Вадскую (центр — село Вад), Ивашкинскую (центр — село Ивашкино), Яблонскую (центр — село Яблонка) Арзамасского уезда.
По состоянию на 1885 год, в Елховке была 21 кузница-шиповка, больше, чем где бы то ни было в Нижегородском уезде, на них работало 315 человек (при общей численности населения в 1943 человека, 906 мужчин и 1037 женщин). Также Елховка была одним из центров производства кузнечного инструмента для ковки гвоздей.
С 1880-х годов по причине усиливающейся конкуренции со стороны машинного производства гвоздей кустарный промысел постепенно приходит в упадок. В 1900 году село Елховка характеризовалось следующим образом: «мужчин 995, женщин 1090, население бедное, с подворно-участковым владением землёй, земли немного и плохого качества… …имеются даже курные избы. Гвоздь, выделке которого крестьяне должны посвящать местами круглый год, в настоящее время не приносит особенной пользы. …И если в селе Елховке развито пьянство, среди гвоздарей в особенности, то не следует этому удивляться, так как только возбуждаемая от поры до времени алкоголем нервная система может ещё выдержать каторжный без надежды на лучшее труд…».
По состоянию на 1904 год в православном приходе села Елховка числилось 970 мужчин, 1053 женщины. В селе имелись министерское двухклассное училище, церковно-приходская школа. Приход Елховки владел землёй в размере 34 1/4 десятины, церковным домом, размер руги в приходе составлял 148 рублей.
Существуют данные, что до последнего времени (по крайней мере, до начала 2000-х годов) в Елховке сохранился обычай справлять молян (праздник жертвоприношения) мордовской богине Анге Патяй.

## Население
| 1999 | 2002 | 2010 |
| ---- | ---- | ---- |
| 542  | ↘509 | ↘411 |

По данным переписи 2010 года, в селе проживало приблизительно 44 % мужчин и 56 % женщин, 100 % населения составляли русские.

## Улицы
| Заовражная |
| Молодёжная |

| Полевая  |
| Школьная |

## Инфраструктура
- Детский сад «Чебурашка»[13]
- Вадский детский оздоровительно-образовательный центр[14]
- Фельдшерско-акушерский медпункт[15]
- СПК «Прогресс»[16]
- Елховский сельский Дом культуры
- Свиноводческий комплекс, по расчётным данным, на 180 тысяч голов и на 165 рабочих мест, который работает с 2015 года. Строительство комплекса вызывало критику со стороны жителей соседнего Перевозского района (прежде всего, жителей ближайшего к свинокомплексу села Тилинино) по причине возможных экологических рисков, в том числе для экологии реки Пьяна[17]. В последующие годы после запуска предприятия жители окрестных сёл (Елховки, Троицкого и Тилинино) жаловались на неприятный запах, региональные подразделения Россельхознадзора и Росприроднадзора неоднократно выявляли нарушения в работе компании[18][19].

## Известные уроженцы
- Старунин, Александр Иванович (1895 — 19??) — советский военный деятель, полковник.